# Свистун сірий
Свистун сірий (Pachycephala cinerea) — вид горобцеподібних птахів родини свистунових (Pachycephalidae). Поширений в Південній і Південно-Східній Азії.

## Підвиди
Виділяють два підвиди:
- P. c. cinerea (Blyth, 1847) — від північно-східної Індії до Індокитаю і Великих Зондських островів;
- P. c. plateni (Blasius, W, 1888) — острів Палаван (захід Філіппін).

Північні і білогузі свистуни раніше вважалися підвидами сірого свистуна.

## Поширення і екологія
Сірі свистуни поширені на північному сході Індії, в Бангладеші, М'янмі, Таїланді, В'єтнамі, Лаосі, Камбоджі, Малайзії, Індонезії і Брунеї. Вони живуть переважно в мангрових лісах, а також в рівнинних і гірських тропічних лісах, в садах і на плантаціях.